# Liste der Baudenkmäler in Kettershausen

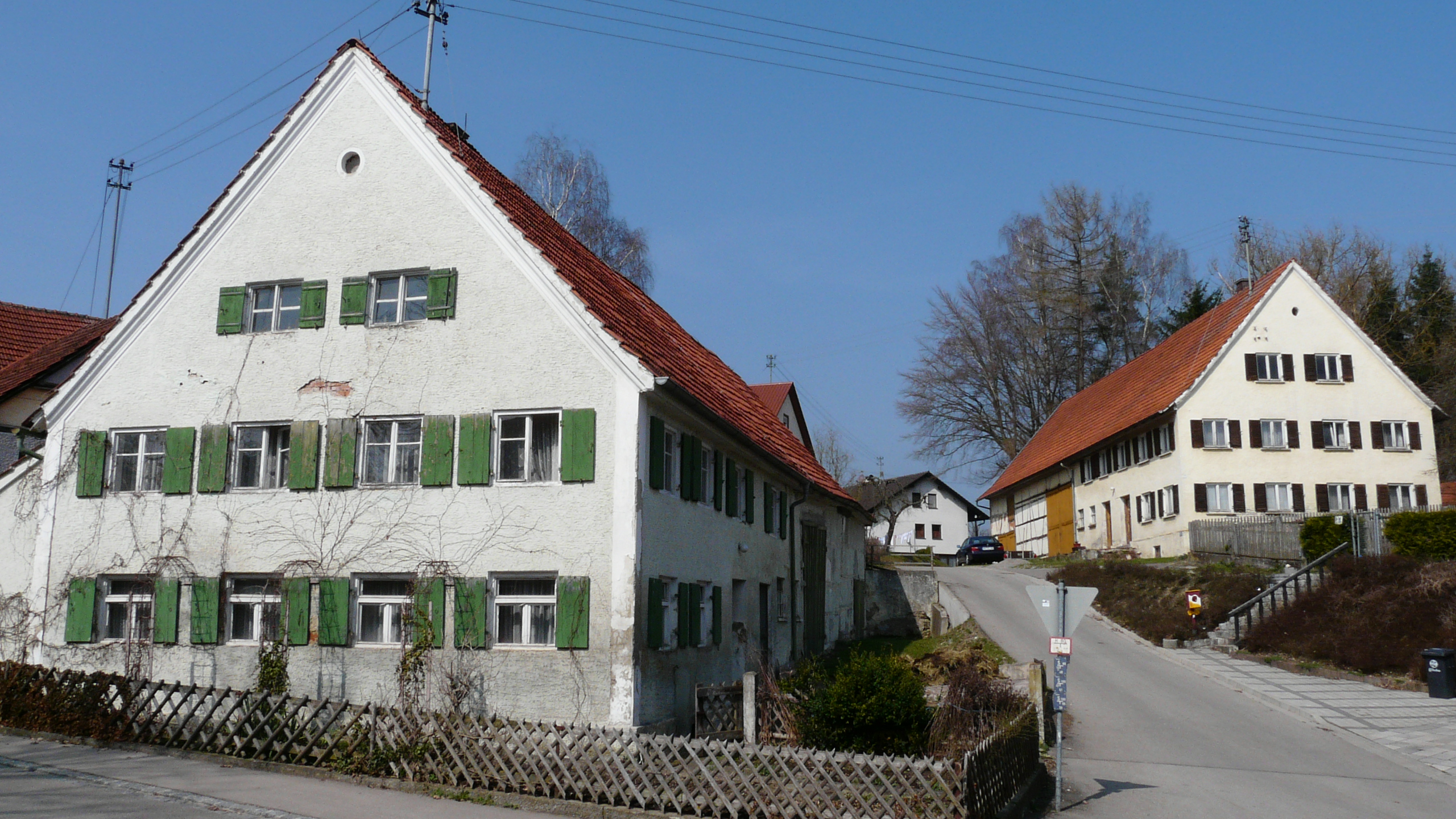
Tafertshofen

Auf dieser Seite sind die Baudenkmäler in der schwäbischen Gemeinde Kettershausen zusammengestellt. Diese Tabelle ist eine Teilliste der Liste der Baudenkmäler in Bayern. Grundlage ist die Bayerische Denkmalliste, die auf Basis des Bayerischen Denkmalschutzgesetzes vom 1. Oktober 1973 erstmals erstellt wurde und seither durch das Bayerische Landesamt für Denkmalpflege geführt wird. Die folgenden Angaben ersetzen nicht die rechtsverbindliche Auskunft der Denkmalschutzbehörde.

## Baudenkmäler nach Ortsteilen

### Kettershausen
| Lage                                                                   | Objekt                              | Beschreibung | Akten-Nr.              | Bild               |
| ---------------------------------------------------------------------- | ----------------------------------- | --- | ---------------------- | ------------------ |
| Hauptstraße (beim Kapellenweg) (Standort)                              | Feldkapelle                         | 2. Hälfte 19. Jahrhundert. | D-7-78-221-14 Wikidata | Feldkapelle        |
| Hauptstraße 19 (Standort)                                              | Ehemalige Schmiede                  | später Feuerwehrhaus, eingeschossiger Satteldachbau mit Pilastergliederung, 18. Jahrhundert. | D-7-78-221-3 Wikidata  | Ehemalige Schmiede |
| Hauptstraße 25 (Standort)                                              | Wohnhaus                            | zweigeschossiger, traufständiger Satteldachbau, Wohnteil im Kern 18. Jahrhundert. | D-7-78-221-4 Wikidata  | Wohnhaus           |
| Hauptstraße 26 (Standort)                                              | Ehemaliger Gasthof                  | zweigeschossiger Satteldachbau, im Kern 18. Jahrhundert; Wirtschaftsgebäude, Fachwerkbau mit Satteldach. | D-7-78-221-5 Wikidata  | Ehemaliger Gasthof |
| Hauptstraße 49 (Standort)                                              | Wohnhaus                            | zweigeschossiger, giebelständiger Satteldachbau, im Giebel datiert 1825. | D-7-78-221-6 Wikidata  | Wohnhaus           |
| Kirchstraße 13 (Standort)                                              | Katholische Pfarrkirche St. Michael | neuromanischer Saalbau mit flachgedecktem, lisenengegliedertem Langhaus und eingezogenem Chor unter Stichkappengewölbe, südlicher Satteldachturm, Turm spätgotisch, Neubau von Hugo von Kern, 1855–59; mit Ausstattung. | D-7-78-221-8 Wikidata  | weitere Bilder     |
| Kirchstraße 15 (Standort)                                              | Pfarrhaus                           | zweigeschossiger Walmdachbau, 1769. | D-7-78-221-9 Wikidata  | Pfarrhaus          |
| Olgishofer Straße (bei Nr. 2) (Standort)                               | Kriegerdenkmal                      | 1910. | D-7-78-221-12 Wikidata | Kriegerdenkmal     |
| Antoniusäcker (südöstlich vom Ort) (Standort)                          | Feldkapelle                         | Rechteckbau mit Zeltdach und Stichbogenöffnung, 18. Jahrhundert; . | D-7-78-221-13 Wikidata | Feldkapelle        |
| B 300; Mariahilf (nordöstlich vom Ort, an der Bundesstraße) (Standort) | Feldkapelle                         | 2. Hälfte 19. Jahrhundert. | D-7-78-221-15 Wikidata | weitere Bilder     |

### Bebenhausen
| Lage                                                   | Objekt                                | Beschreibung | Akten-Nr.              | Bild           |
| ------------------------------------------------------ | ------------------------------------- | --- | ---------------------- | -------------- |
| Bergweg 2 (Standort)                                   | Fachwerkstadel                        | Satteldachbau auf hohem massivem Sockel, 18. Jahrhundert.                                                         | D-7-78-221-21 Wikidata | Fachwerkstadel |
| Dorfstraße 11 (Standort)                               | Katholische Filialkirche St. Leonhard | neugotischer Saalbau, 1873/74; mit Ausstattung.                                                                   | D-7-78-221-16 Wikidata | weitere Bilder |
| Dorfstraße 11 (Standort)                               | Steinkreuz                            | spätmittelalterlich; neben der Kirche.                                                                            | D-7-78-221-25 Wikidata | Steinkreuz     |
| Dorfstraße 31 (Standort)                               | Wohnhaus                              | zweigeschossiger, giebelständiger Satteldachbau, im Kern 18. Jahrhundert.                                         | D-7-78-221-18 Wikidata | Wohnhaus       |
| Schandmähder; von Bebenhausen nach Oberroth (Standort) | Wegkapelle                            | moderner Bau mit Holzfigur hl. Johannes von Nepomuk, 18. Jahrhundert; an der Günzbrücke.                          | D-7-78-221-23 Wikidata | Wegkapelle     |
| Schranken (Standort)                                   | Feldkapelle                           | sog. Hallers-Kapelle, kleiner Rechteckbau mit Zeltdach, 18. Jahrhundert; mit Ausstattung; am Weg nach Olgishofen. | D-7-78-221-24 Wikidata | Feldkapelle    |

### Flüssen
| Lage                  | Objekt      | Beschreibung                                                                            | Akten-Nr.              | Bild        |
| --------------------- | ----------- | --------------------------------------------------------------------------------------- | ---------------------- | ----------- |
| In Flüssen (Standort) | Ortskapelle | kleiner Giebelbau mit polygonalem Schluss, 3. Viertel 19. Jahrhundert; mit Ausstattung. | D-7-78-221-42 Wikidata | Ortskapelle |

### Mohrenhausen
| Lage                        | Objekt                                             | Beschreibung | Akten-Nr.              | Bild           |
| --------------------------- | -------------------------------------------------- | --- | ---------------------- | -------------- |
| Buchenstraße 32 (Standort)  | Katholische Pfarrkirche St. Leonhard und Sebastian | Saalbau mit flacher Stichkappentonne und eingezogenem Chor, südlicher Satteldachturm, im Kern spätgotisch, um 1720/30 umgebaut, um 1860 erweitert; mit Ausstattung. | D-7-78-221-30 Wikidata | weitere Bilder |
| Lärchenstraße 8 (Standort)  | Bildstock                                          | 18. Jahrhundert. | D-7-78-221-31          | Bildstock      |
| Neubauers Breite (Standort) | Feldkapelle                                        | querrechteckiger Bau, 18. Jahrhundert; an der Straße nach Kettershausen.                                                                                            | D-7-78-221-32 Wikidata | Feldkapelle    |
| Schloßberg (Standort)       | Katholische Konradskapelle                         | kleiner Saalbau mit halbrundem Schluss und Dachreiter, 1935; am Schlossberg.                                                                                        | D-7-78-221-33          | weitere Bilder |

### Tafertshofen
| Lage                       | Objekt                            | Beschreibung | Akten-Nr.              | Bild                 |
| -------------------------- | --------------------------------- | --- | ---------------------- | -------------------- |
| Am Kirchberg 16 (Standort) | Ehemaliges Pfarrhaus              | zweigeschossiger Walmdachbau mit Lisenengliederung, zwischen 1720 und 1736; mit Ausstattung. | D-7-78-221-35 Wikidata | Ehemaliges Pfarrhaus |
| Am Kirchberg 17 (Standort) | Katholische Pfarrkirche St. Vitus | pilastergegliederter Saalbau mit eingezogenem Chor unter korbbogiger Flachtonne, nördlicher Turm mit Zwiebelhaube, Turm und Chor im Kern spätgotisch, Langhaus mit querschiffartigen Seitenkapellen im Wesentlichen 1772 von Jakob Jehle; mit Ausstattung. | D-7-78-221-36 Wikidata | weitere Bilder       |

### Zaiertshofen
| Lage                     | Objekt                                        | Beschreibung                                                              | Akten-Nr.              | Bild           |
| ------------------------ | --------------------------------------------- | ------------------------------------------------------------------------- | ---------------------- | -------------- |
| Kirchenweg 6 (Standort)  | Katholische Pfarrkirche St. Agatha und Markus | moderner Saalbau, 1935 von Robert Pfaud, Turm etwa 1500; mit Ausstattung. | D-7-78-221-38 Wikidata | weitere Bilder |
| Ortsstraße 18 (Standort) | Pfarrhaus                                     | zweigeschossiger Walmdachbau, 18. Jahrhundert.                            | D-7-78-221-41          | Pfarrhaus      |
| Ortsstraße 35 (Standort) | Wohnteil des ehemaligen Bauernhauses          | Satteldachbau mit vorkragendem Fachwerkgiebel, 18. Jahrhundert.           | D-7-78-221-39 Wikidata | weitere Bilder |

## Ehemalige Baudenkmäler
In diesem Abschnitt sind Objekte aufgeführt, die früher einmal in der Denkmalliste eingetragen waren, jetzt aber nicht mehr. Objekte, die in anderem Zusammenhang also z. B. als Teil eines Baudenkmals weiter eingetragen sind, sollen hier nicht aufgeführt werden. Aktennummern in diesem Abschnitt sind ehemalige, jetzt nicht mehr gültige Aktennummern.

| Lage                                    | Objekt     | Beschreibung                                                                               | Akten-Nr.              | Bild       |
| --------------------------------------- | ---------- | ------------------------------------------------------------------------------------------ | ---------------------- | ---------- |
| Mohrenhausen Buchenstraße 35 (Standort) | Bauernhaus | zweigeschossiger, traufständiger Satteldachbau, Giebelseite Fachwerk, 18./19. Jahrhundert. | D-7-78-221-28 Wikidata | Bauernhaus |
| Zaiertshofen Im Unterdorf 3 (Standort)  | Bauernhaus | zweigeschossiger Satteldachbau, 18./19. Jahrhundert.                                       | D-7-78-221-40 Wikidata | BW         |
| Zaiertshofen Obere Steige 5 (Standort)  | Bauernhaus | Giebelseite 18. Jahrhundert.                                                               | D-7-78-221-37 Wikidata | Bauernhaus |